# 9 Dywizja Strzelców Górskich (ZSRR)
9 Płastuńska Krasnodarska Dywizja Strzelców Górskich im. Rady Najwyższej Gruzińskiej SRR, odznaczona Orderem Czerwonego Sztandaru (ros. 9-я пластунская Краснодарская Краснознамённая горнострелковая дивизия им. Верховного Совета Грузинской ССР, trb. 9-ja płastunskaja Krasnodarskaja Krasnoznamionnaja gornostriełkowaja diwizija im. Wierchownogo Sowieta Gruzinskoj SSR) – związek taktyczny piechoty górskiej Armii Czerwonej.

## Historia formowania
W 1921 roku Dywizja została odznaczona Orderem Czerwonej Gwiazdy.
W 1928 roku 9 Kaukaska Górska Dywizja Strzelców odznaczona Orderem Czerwonej Gwiazdy otrzymała imię „Centralnego Komitetu Wykonawczego Gruzińskiej Socjalistycznej Republiki Radzieckiej” (później "Rady Najwyższej Gruzińskiej Socjalistycznej Republiki Radzieckiej").
29 lutego 1928 Dywizja została odznaczona „Zaszczytnym Rewolucyjnym Czerwonym Sztandarem”.
12 lutego 1943 Dywizja otrzymała nazwę wyróżniającą Krasnodarska (ros. Краснодарская).
5 września 1943 roku Stawka Najwyższego Naczelnego Dowództwa nakazała przemianowanie 9 Kukaskiej Dywizji Strzelców Górskich w 9 Płastuńską Krasnodarską Ochotniczą Dywizję Strzelców. Była to największa dywizja strzelecka RKKA, ukompletowana według specjalnego etatu – w momencie kiedy wyruszała na front liczyła ponoć aż 14.5 tysiąca żołnierzy (głównie kozaków kubańskich). Bataliony, nie dzieliły się na kompanie, tylko na sotnie, a Płastuni mogli nosić tradycyjny "kozacki” wzór umundurowania. Dywizja wyruszyła na front w październiku - listopadzie 1943 roku.
26 kwietnia 1945 Dywizja została odznaczona Orderem Kutuzowa II klasy.

## Struktura organizacyjna
- Dowództwo 9 Dywizji Strzelców Górskich
- 36 pułk strzelecki
- 121 pułk strzelecki
- 193 pułk strzelecki
- 251 pułk strzelecki (do 01.01.1942)
- 1329 pułk strzelecki (od 15.05.1942)
- 256 pułk artylerii lekkiej
- 607 pułk artylerii haubic
- 1448 pułk artylerii samobieżnej (po 1943)
- 55 dywizjon artylerii przeciwpancernej
- 26 kompania rozpoznawcza
- 140 batalion saperów
- 232 batalion łączności
- 123 batalion medyczno-sanitarny
- 553 kompania przeciwchemiczna
- 161 kompania transportowa
- 104 piekarnia polowa
- 156 punkt weterynaryjny
- 203 stacja poczty polowej
- 216 kasa polowa

## Dowódcy dywizji
- 01 maja 1939 - 15 października 1941 płk Wasilij Masłow (Маслов Василий Тимофеевич);
- 16 października 1941 - 15 marca 1942 płk Walerian Dzabachidze (Дзабахидзе Валериан Сергеевич);
- 16 marca 1942 - 06 marca 1943 płk Michaił Jewstigniejew (Евстигнеев Михаил Васильевич);
- 07 marca 1943 - 04 kwietnia 1943 płk Afanasij Szapowałow (Шаповалов Афанасий Ефимович);
- 05 kwietnia 1943 - 01 lipca 1943 ppłk, od 31 marca 1943 płk Stiepan Czerny (Черный Степан Макарович);
- 09 lipca 1943 - 11 maja 1945 płk, od 14 października 1943 gen. mjr Piotr Mietalnikow (Метальников Петр Иванович).

## Szlak bojowy
- Front Północno-Kaukaski – październik – listopad 1943
- Samodzielna Armia Nadmorska – grudzień 1943 – luty 1944
- 69 Armia (ZSRR) (rezerwa Stawki) – koniec lutego – początek marca 1944.
- 18 Armia (ZSRR) – połowa marca - sierpień 1944 (marzec – czerwiec w składzie 95 Korpusu Strzeleckiego – dywizja jest m.in. wykorzystywana do walki z oddziałami OUN na tyłach 1 Frontu Ukraińskiego).
- 5 Gwardyjska Armia – od 21 sierpnia po luty 1945 roku (33 Gwardyjski Korpus)
- 60 Armia (ZSRR) – luty – maj 1945 (28 Korpus Strzelecki) – dywizja kończy swój szlak bojowy na terytorium Czechosłowacji

Oddział reprezentacyjny 9 dywizji, jako jedyna jednostka kozacka Armii Czerwonej, uczestniczył w Paradzie Zwycięstwa w Moskwie 24 czerwca 1945.